# Đại học Y Warszawa

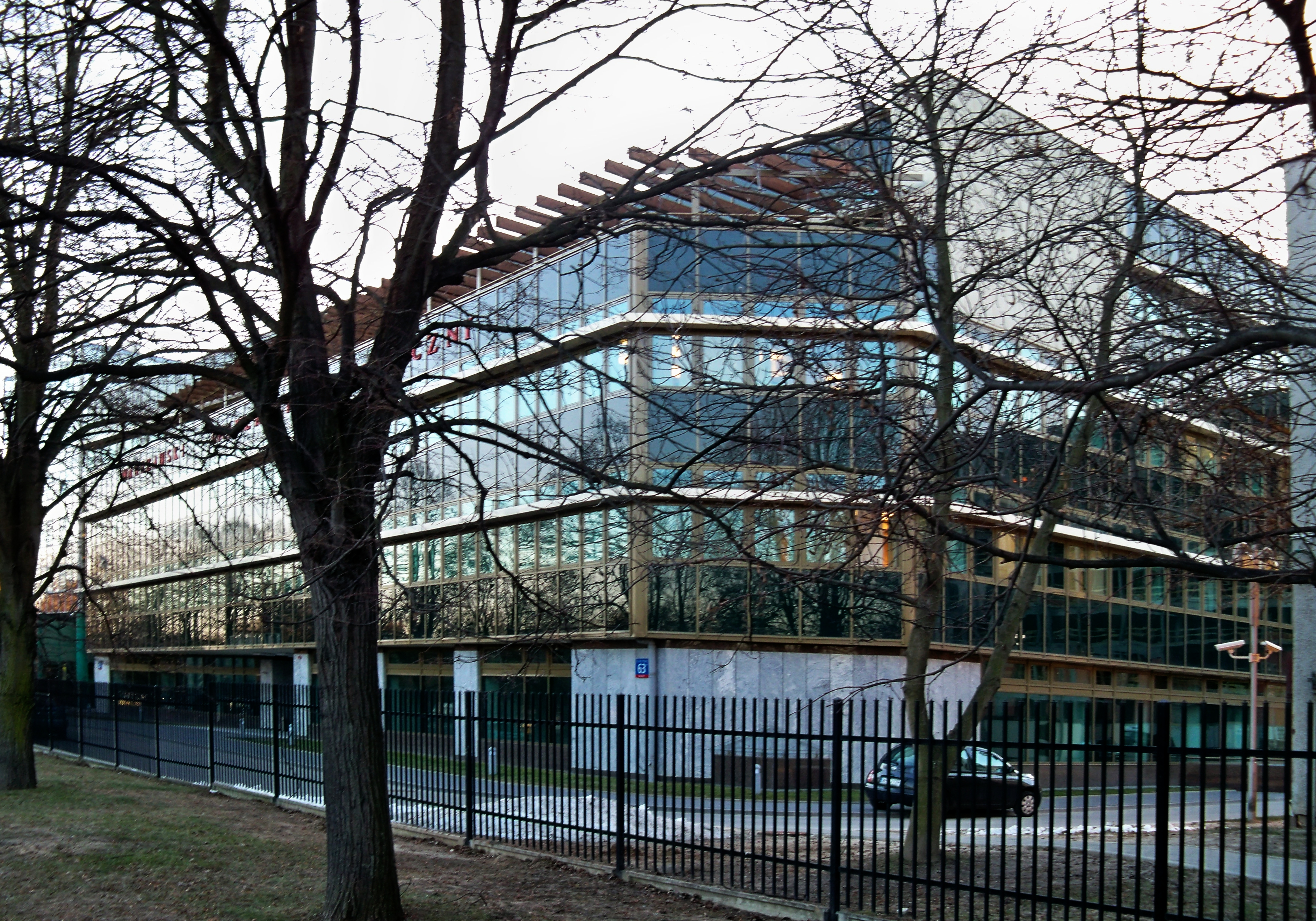
Tòa nhà Thư viện và Trung tâm Thông tin của Đại học Y Warsaw

Đại học Y Warsaw (tên tiếng Ba Lan: Warszawski Uniwersytet Medyczny) được thành lập vào tháng 1 năm 1950, tiền thân là Khoa Y của Đại học Warsaw, được thành lập vào đầu thế kỷ XIX. Đại học Y Warsaw là trường y khoa lớn nhất Ba Lan và là một trong những trường danh tiếng nhất. 

## Khoa
- Khoa Y đầu tiên
- Khoa Y đầu tiên, Khoa Nha khoa
- Khoa Y
- Khoa Y thứ hai, Khoa Vật lý trị liệu
- Khoa Y, Khoa Tiếng Anh
- Khoa Dược
- Khoa Dược, Bộ môn Y học Phòng thí nghiệm
- Khoa Khoa học sức khỏe

## Bệnh viện đại học

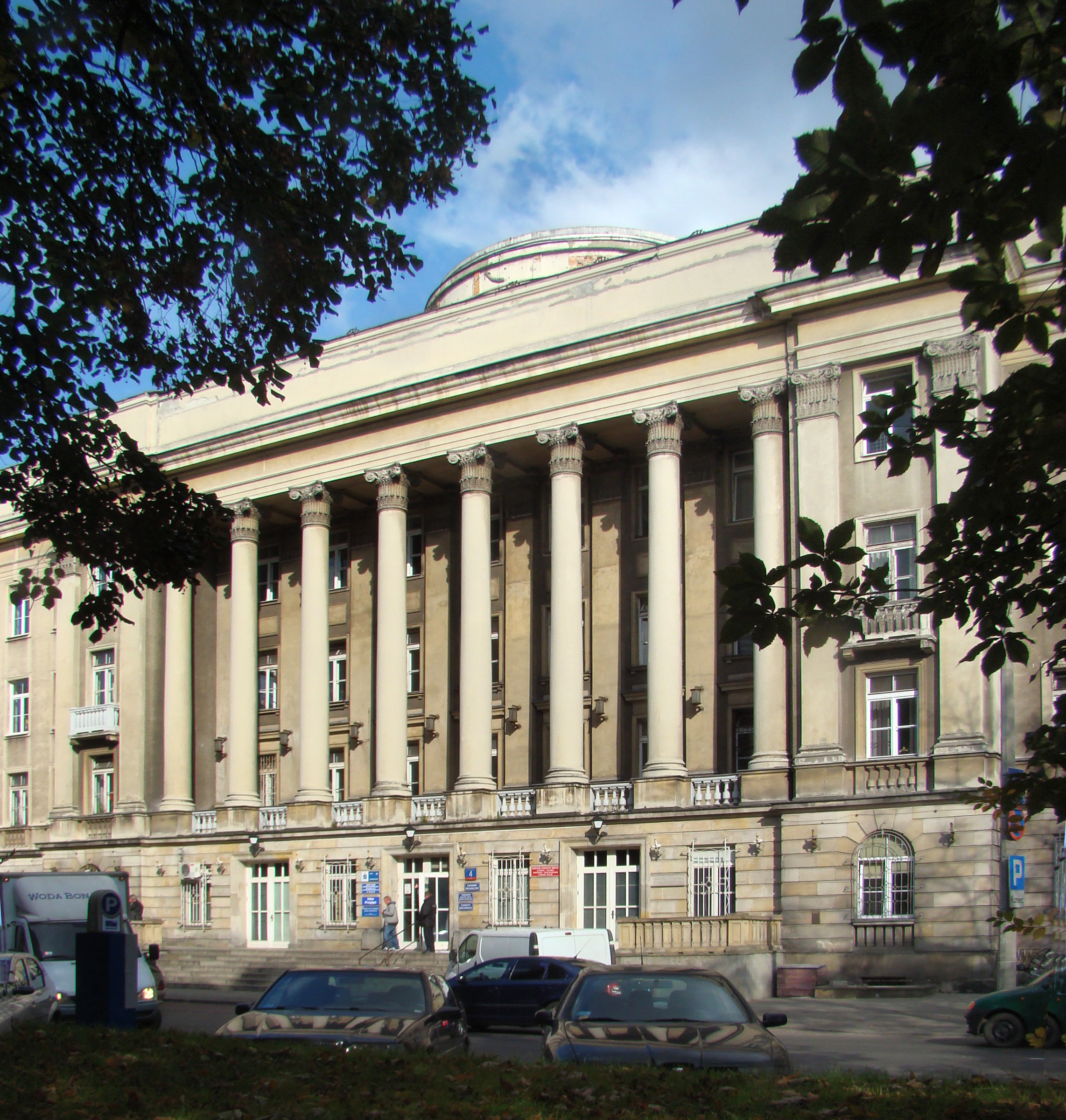
Szpital Kliniczny Dzieciątka Jezus, Phòng khám chỉnh hình của Bệnh viện giảng dạy trẻ sơ sinh Jesus

- Bệnh viện lâm sàng trung ương công lập độc lập, Phố Banach
- Bệnh viện mắt lâm sàng công cộng độc lập, Phố Sierakowski
- Bệnh viện lâm sàng trẻ em độc lập công cộng, Phố Marszałkowska
- Bệnh viện lâm sàng trẻ sơ sinh Jesus, Phố Lindley
- Bệnh viện lâm sàng Anna Mazowiecka

## Hiệu trưởng
- 1950 -1955: Franciszek Czubalski
- 1955 -1962: Marcin Kacprzak
- 1962 -1972: Bolesław Górnicki
- Năm 1972 -1979: Szczęsny Leszek Zgliczyński
- 1979 -1981: Jerzy Szczerbań
- 1981 -1987: Jan Nielubowicz
- 1987 -1990: Bogdan Pruszyński
- 1990 -1996: Tadeusz Tołłoczko
- 1996 -1999: Andrzej Górski
- 1999 -2005: Janusz Piekarchot
- 2005 -2008: Leszek Pączek
- 2008 -2016: Marek Krawchot
- 2016: Mirosław Wielgoś